# Nikolai Utin
Nikolai Utin (27 de julho de 1841 - 19 de novembro de 1883) foi um revolucionário russo e membro da Associação Internacional dos Trabalhadores, fundador da primeira seção russa da Internacional, na cidade de Genebra. Deixou a atividade política em 1877 e retornou para a Rússia em 1878. Morreu em 1883 em São Petersburgo.